# Kylie Palmer
Kylie Jayne Palmer (Brisbane (Queensland), 25 februari 1990) is een Australische zwemster en olympisch kampioene op de 4x200 meter vrije slag samen met Stephanie Rice, Bronte Barratt en Linda Mackenzie.

## Carrière
Palmer vertegenwoordigde Australië bij de Gemenebestspelen 2006 in Melbourne, op dit toernooi eindigde ze als vijfde op de 400 meter vrije slag. Op de wereldkampioenschappen kortebaanzwemmen 2006 in Shanghai eindigde de Australische als zesde op de 800 meter vrije slag, op de 200 meter vlinderslag en de 400 meter wisselslag strandde ze in de series. Tijdens de Pan Pacific kampioenschappen zwemmen 2006 in Victoria eindigde Palmer als negende op de 400 meter vrije slag en als zestiende op de 800 meter vrije slag, op de overige afstanden waarop ze aan de start verscheen werd ze uitgeschakeld in de series.
Het jaar daarop werden in Melbourne de wereldkampioenschappen zwemmen gehouden hier eindigde ze op een achtste plaats op de 800 meter vrije slag.
Op de wereldkampioenschappen kortebaanzwemmen 2008 werd Palmer wereldkampioene op de 200 en de 400 meter vrije slag, daarnaast won ze nog brons op de 800 meter vrije slag en zilver met de 4x200 meter vrije slag estafetteploeg, die naast haar bestond uit Bronte Barratt, Angie Bainbridge en Kelly Stubbins. Tijdens de Olympische Zomerspelen 2008 in Peking eindigde ze als zesde op de 800 meter vrije slag en won goud op de 4x200 meter vrije slag samen met haar landgenotes Stephanie Rice, Bronte Barratt en Linda Mackenzie. Het kwartet verbeterde tevens het wereldrecord dat in handen was van de Amerikaanse ploeg met 5,78 seconden.

### 2009-heden
Na het missen van de wereldkampioenschappen zwemmen 2009, nam de Australische in Irvine deel aan de Pan Pacific kampioenschappen zwemmen 2010. Op dit toernooi eindigde ze als vierde op de 200 meter vrije slag, als tiende op de 400 meter vrije slag en als dertiende op de 800 meter vrije slag. Samen met Blair Evans, Katie Goldman en Meagen Nay sleepte ze de zilveren medaille in de wacht op de 4x200 meter vrije slag. Tijdens de Gemenebestspelen 2010 in Delhi veroverde Palmer de gouden medaille op de 200 meter vrije slag en de zilveren medaille op de 400 meter vrije slag, op de 4x200 meter vrije slag legde ze samen met Blair Evans, Bronte Barratt en Meagen Nay beslag op de gouden medaille. Op de wereldkampioenschappen kortebaanzwemmen 2010 in Dubai sleepte de Australische de zilveren medaille op de 400 meter vrije slag en de bronzen medaille op de 200 meter vrije slag in de wacht, samen met Blair Evans, Jade Neilsen en Kelly Stubbins veroverde ze de zilveren medaille op de 4x200 meter vrije slag. Op de 4x100 meter vrije slag zwom ze samen met Emma McKeon, Kelly Stubbins en Kotuku Ngawati in de series, in de finale eindigden McKeon en Ngawati samen met Felicity Galvez en Marieke Guehrer op de vierde plaats.
In Shanghai nam Palmer deel aan de wereldkampioenschappen zwemmen 2011, op dit toernooi sleepte ze de zilveren medaille in de wacht op de 200 meter vrije slag en eindigde ze als vierde op de 400 meter vrije slag. Samen met Bronte Barratt, Blair Evans en Angie Bainbridge legde ze, op de 4x200 meter vrije slag, beslag op de zilveren medaille.
Tijdens de Olympische Zomerspelen van 2012 in Londen eindigde Palmer als achtste op de 200 meter vrije slag, daarnaast werd ze uitgeschakeld in de series van zowel de 400 als de 800 meter vrije slag. Op de 4x200 meter vrije slag sleepte ze samen met Bronte Barratt, Melanie Schlanger en Alicia Coutts de zilveren medaille in de wacht.
In Barcelona nam Palmer deel aan de wereldkampioenschappen zwemmen 2013. Op de 4x200 meter vrije slag legde ze samen met Alicia Coutts, Brittany Elmslie en Bronte Barratt beslag op de zilveren medaille. Ze eindigde zesde in de finale van de 200 meter vrije slag en achtste in de finale van de 400 meter vrije slag.

## Internationale toernooien
| Jaar | Olympische Spelen                                                                  | WK langebaan                                             | WK kortebaan                                                                                               | PanPacs                                                                                             | Gemenebestspelen                                      |
| ---- | ---------------------------------------------------------------------------------- | -------------------------------------------------------- | --- | --------------------------------------------------------------------------------------------------- | ----------------------------------------------------- |
| 2006 |                                                                                    |                                                          | 6e 800m vrije slag 11e 200m vlinderslag 16e 400m wisselslag                                                | 38e 100m vrije slag 21e 200m vrije slag 9e 400m vrije slag 16e 800m vrije slag 16e 200m vlinderslag | 5e 400m vrije slag 9e 200m vlinderslag                |
| 2007 |                                                                                    | 8e 800m vrije slag                                       | | |                                                       |
| 2008 | 6e 800m vrije slag · 4x200m vrije slag                                             |                                                          | 200m vrije slag · 400m vrije slag · 800m vrije slag · 4x200m vrije slag                                    | |                                                       |
| 2009 |                                                                                    | geen deelname                                            | | |                                                       |
| 2010 |                                                                                    |                                                          | 200m vrije slag · 400m vrije slag · 4e 4x100m vrije slag · Palmer zwom enkel de series · 4x200m vrije slag | 4e 200m vrije slag · 10e 400m vrije slag · 13e 800m vrije slag · 4x200m vrije slag                  | 200m vrije slag · 400m vrije slag · 4x200m vrije slag |
| 2011 |                                                                                    | 200m vrije slag · 4e 400m vrije slag · 4x200m vrije slag | | |                                                       |
| 2012 | 8e 200m vrije slag · 11e 400m vrije slag · 18e 800m vrije slag · 4x200m vrije slag |                                                          | geen deelname                                                                                              | |                                                       |
| 2013 |                                                                                    | 6e 200m vrije slag · 8e 400m rugslag · 4x200m vrije slag | | |                                                       |

## Persoonlijke records
Bijgewerkt tot en met 13 augustus 2013

### Kortebaan
| Afstand         | Tijd    | Datum            | Plaats     |
| --------------- | ------- | ---------------- | ---------- |
| 200m vrije slag | 1.52,96 | 19 december 2010 | Dubai      |
| 400m vrije slag | 3.58,39 | 17 december 2010 | Dubai      |
| 800m vrije slag | 8.12,32 | 10 april 2008    | Manchester |

### Langebaan
| Afstand         | Tijd    | Datum            | Plaats   |
| --------------- | ------- | ---------------- | -------- |
| 200m vrije slag | 1.55,73 | 4 april 2011     | Sydney   |
| 400m vrije slag | 4.03,40 | 16 maart 2012    | Adelaide |
| 800m vrije slag | 8.22,81 | 14 augustus 2008 | Peking   |